# Geiersberg (Oberösterreich)
Geiersberg ist eine Gemeinde in Oberösterreich im Bezirk Ried im Innkreis im Innviertel mit 489 Einwohnern (Stand 1. Jänner 2024). Die Gemeinde liegt im Gerichtsbezirk Ried im Innkreis.

## Geografie
Geiersberg liegt auf 554 Meter Höhe im Innviertel. Die Ausdehnung beträgt von Nord nach Süd 4,9 und von West nach Ost 3,7 Kilometer. Die Gesamtfläche beträgt 5,45 Quadratkilometer, etwa 16 Prozent der Fläche sind bewaldet, drei Viertel werden landwirtschaftlich genutzt.

### Gemeindegliederung
Die Gemeinde besteht aus der einzigen Katastralgemeinde Geiersberg.
Das Gemeindegebiet umfasst folgende Ortschaften (in Klammern Einwohnerzahl Stand 1. Jänner 2024):
- Geiersberg (174)
- Gstöcket (3)
- Hinteregg (25)
- Kruglug (25)
- Leiten (32)
- Oberleiten (40)
- Oberrühring (16)
- Pramerdorf (70)
- Rödham (54)
- Rödt (18)
- Schernham (32)

### Nachbargemeinden
| Hohenzell                     |                                             | Pram (Bezirk Grieskirchen)             |
| St. Marienkirchen am Hausruck | Kompassrose, die auf Nachbargemeinden zeigt | Haag am Hausruck (Bezirk Grieskirchen) |
|                               |                                             |                                        |

## Geschichte
Bis 1780 gehörte Geiersberg zum Herzogtum Bayern und kam nach dem Frieden von Teschen mit ganz Innbayern, das dem heutigen Innviertel entspricht, zu Österreich. Zur Zeit der Napoleonischen Kriege war das Gebiet wieder bayrisch, um seit 1816 wieder zu Oberösterreich zu gehören.
Eine eigene politische Gemeinde wurde Geiersberg 1850. Sie umfasste die Orte Geiersberg, Rödham, Oberleiten, Pramerdorf, Rödt, Hinteregg, Leiten, Kruglug und Schernham. Eine Schullandkarte von 1899 zeigt, dass die Gemeinde zum Verwaltungsbezirk Ried im Innkreis gehörte. Bei der Schaffung des Bezirks Grieskirchen im Jahr 1911 wurde Geiersberg diesem zugeschlagen. Da in einer Versammlung die Mehrheit der Bevölkerung für die Zugehörigkeit zu Ried stimmte, wurde diese Änderung 1923 bestätigt.
Schon seit dem 18. Jahrhundert verlief die Gemeindegrenze an der Kirche vorbei, sodass der südliche Teil des Ortes zu St. Marienkirchen gehörte. Erst 1947 wurde eine einvernehmliche Lösung gefunden und seither ist Obergeiersberg Teil der Gemeinde Geiersberg.

## Kultur und Sehenswürdigkeiten

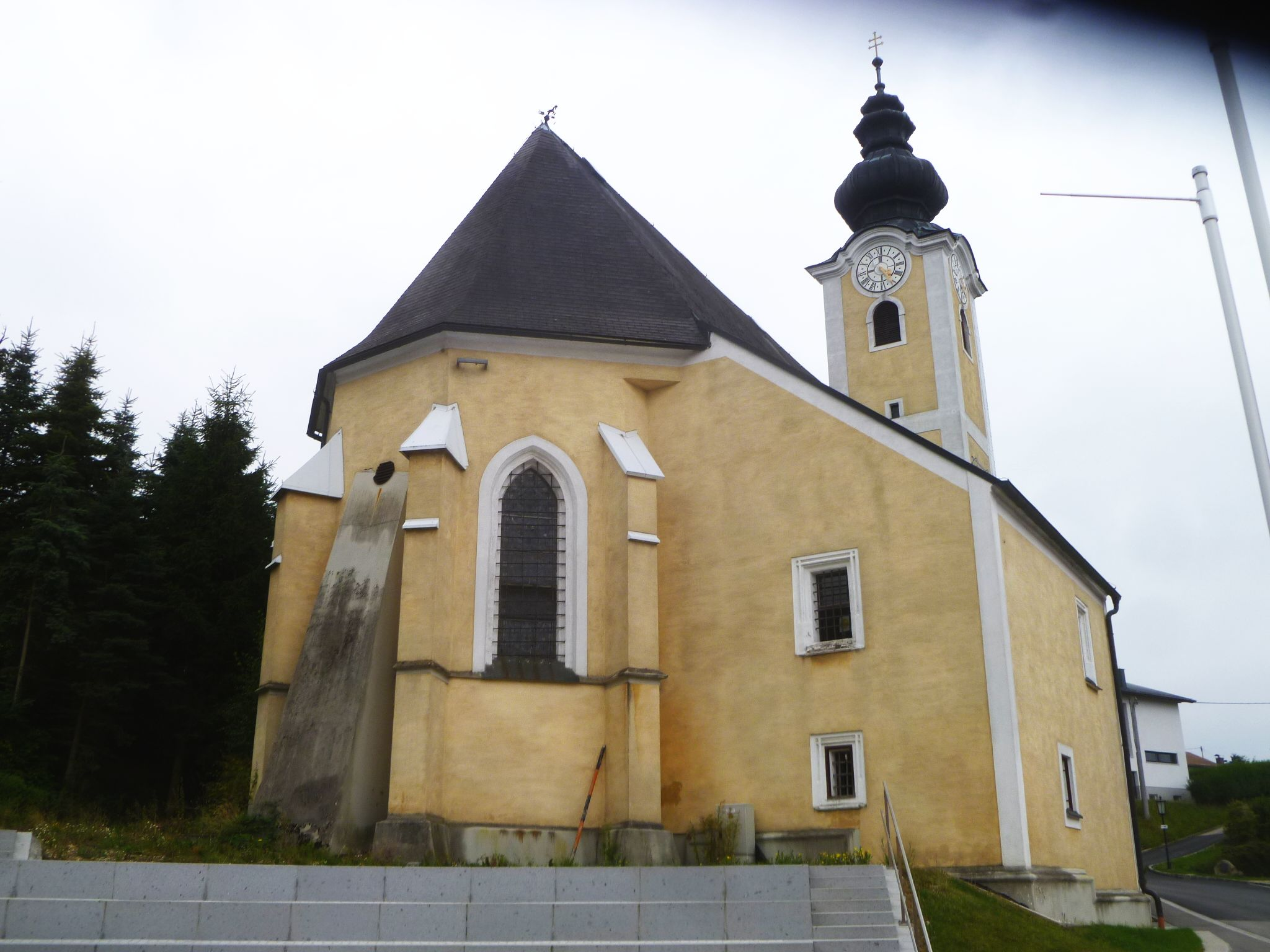
Pfarrkirche Geiersberg

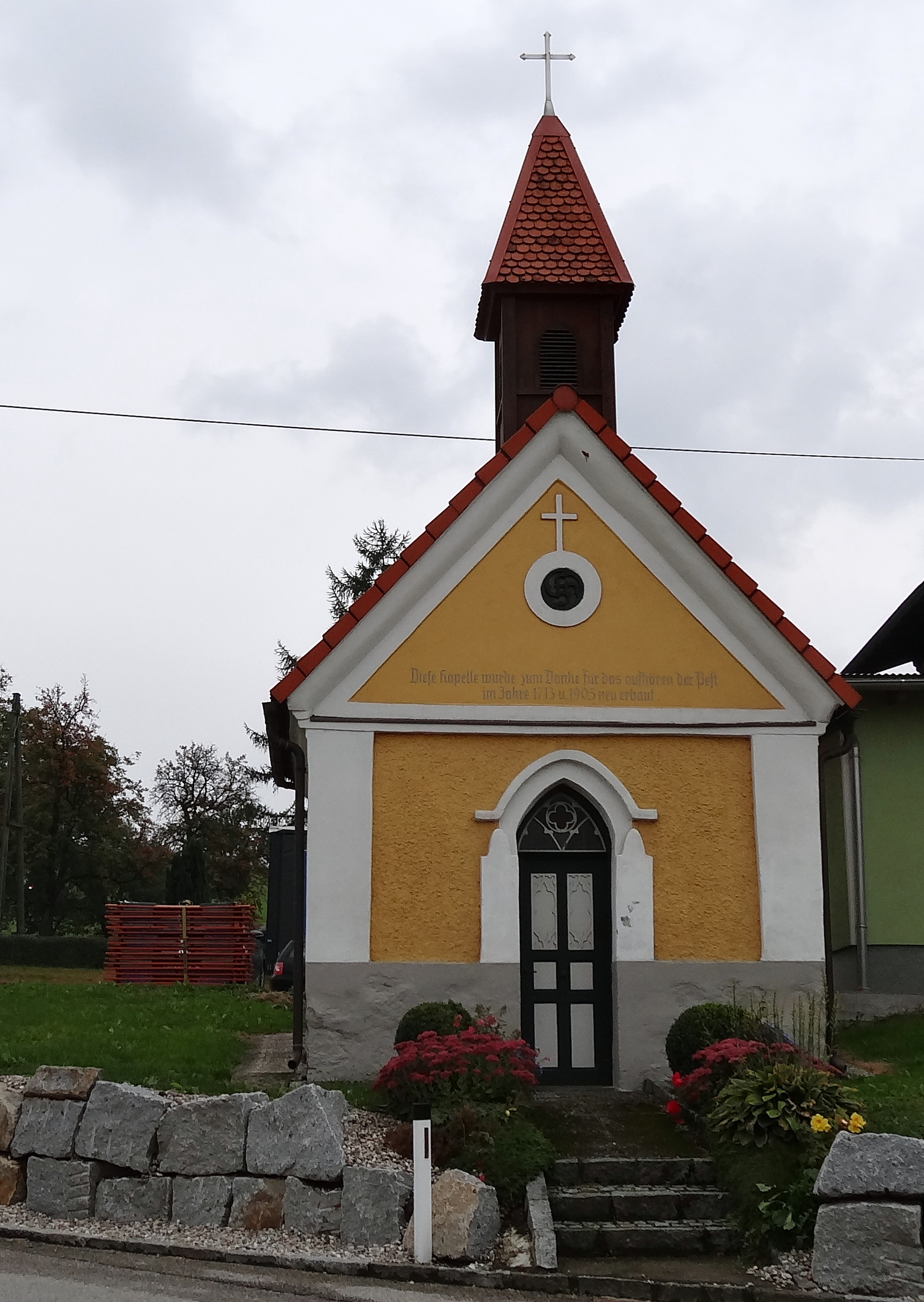
Pestkapelle Pramerdorf

- Katholische Pfarrkirche Geiersberg hl. Leonhard
- Geiersberg ist Anfangs- und Endpunkt des 40 km langen Themenwanderwegs Granatz, der entlang der ehemaligen österreichisch-bayrischen Grenze verläuft und bis nach Sankt Willibald führt.[5]

## Wirtschaft und Infrastruktur

### Wirtschaftssektoren, Arbeitsplätze
Im Jahr 2011 gab es 73 Arbeitsplätze in Geiersberg. Davon entfielen zehn auf die Landwirtschaft, etwa ein Viertel auf den Produktionssektor und fast sechzig Prozent auf Dienstleistungen. Mehr als die Hälfte der Erwerbstätigen des Produktionssektors arbeiteten im Bereich Bergbau. Der größte Arbeitgeber im Dienstleistungssektor war der Handel, gefolgt von den sozialen und öffentlichen Diensten.

### Berufspendler
Von den 261 Erwerbstätigen, die 2011 in Geiersberg wohnten, arbeiteten 43 in der Gemeinde, mehr als achtzig Prozent pendelten aus.

### Verkehr
Durch das Gemeindegebiet verläuft die Rieder Straße B141. Der nächste Bahnhof befindet sich im vier Kilometer entfernten Pram.

## Politik
Der Gemeinderat hat 13 Mitglieder.

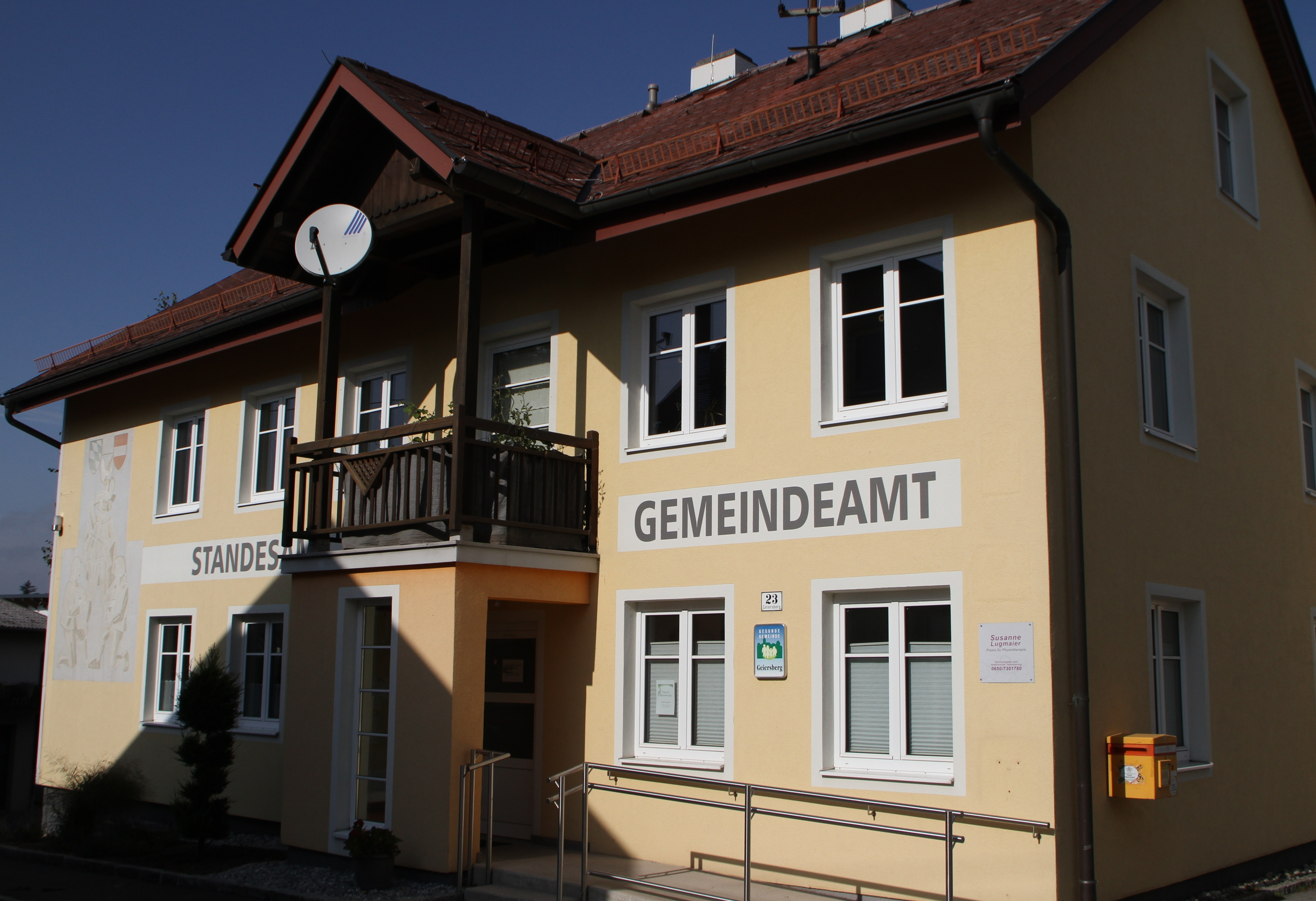
Gemeindeamt Geiersberg

- Mit den Gemeinderats- und Bürgermeisterwahlen in Oberösterreich 1997 hatte der Gemeinderat folgende Verteilung: 8 ÖVP, 3 FPÖ und 2 SPÖ.
- Mit den Gemeinderats- und Bürgermeisterwahlen in Oberösterreich 2003 hatte der Gemeinderat folgende Verteilung: 7 ÖVP, 4 SPÖ und 2 FPÖ.
- Mit den Gemeinderats- und Bürgermeisterwahlen in Oberösterreich 2009 hatte der Gemeinderat folgende Verteilung: 7 ÖVP, 3 SPÖ und 3 FPÖ.
- Mit den Gemeinderats- und Bürgermeisterwahlen in Oberösterreich 2015 hatte der Gemeinderat folgende Verteilung: 5 ÖVP, 5 SPÖ und 3 FPÖ.
- Mit den Gemeinderats- und Bürgermeisterwahlen in Oberösterreich 2021 hat der Gemeinderat folgende Verteilung: 6 ÖVP, 5 SPÖ und 2 FPÖ.[9][10]

### Bürgermeister
- bis 2015 Franz Mittendorfer (ÖVP)
- seit 2015 Friedrich Hosner (SPÖ)[11]

### Wappen
Offizielle Beschreibung des 1982 verliehenen Gemeindewappens: „In Gold auf grünem Dreiberg, darin eine silberne Scheibe, ein roter, flugbereiter Geier mit schwarzem Schnabel und schwarzen Beinen.“
Nach der Entstehungssage des Ortes fand ein durstiger Ritter durch einen niedergehenden Geier eine Quelle. Als Dank ließ er an dieser Stelle eine Kapelle bauen und nannte die entstehende Siedlung Geiersberg. Die silberne Scheibe im Wappen symbolisiert die Quelle.
Die Gemeindefarben sind Grün-Weiß-Rot.
Entwurf des Gemeindewappens – Josef Springer, Geiersberg;

## Persönlichkeiten

### Söhne und Töchter der Gemeinde
- Helmut Schamberger (* 1938), Politiker (SPÖ)

### Mit der Gemeinde verbundene Persönlichkeiten
- Georg Wiesinger (* 1962), Agrarsoziologe